# Shek Kip Mei
Shek Kip Mei (chiń. 石硤尾邨; pinyin Shíxiáwěi Cūn) – pierwsze osiedle mieszkań socjalnych w Hongkongu, na terenie Nowego Koulunu. 

## Historia
Pierwszymi mieszkańcami osiedla byli chińscy imigranci – pogorzelcy ze slumsów, zbudowanych na nadmorskich wzgórzach Hongkongu, które spłonęły 25 grudnia 1953 roku. Zaraz po pożarze władze Hongkongu podjęły decyzję o budowie osiedla. 
Początkowo powstało 29 bloków – osiem z nich dzięki finansowej pomocy ONZ. Zgodnie z pierwszymi planami z 1955 roku, na osobę dorosłą miało przypadać 2,2 m² powierzchni w mieszkaniu, a na dziecko poniżej 12 roku życia – połowę. Dopiero po wielu latach zwiększono normatyw mieszkaniowy do 7,2 m² na osobę (1991) aby ostatecznie go podnieść do 11,3 m² na osobę w 2003. Osiedle charakteryzowały spartańskie warunki – w mieszkaniach, które miały do 28 m² mieszkały po dwie lub trzy rodziny, czasem na jednym łóżku spało kilka osób. Domy miały po siedem lub osiem pięter, nie miały windy, na każdym piętrze znajdowała się wspólna (i jedyna na piętrze) ubikacja, łazienka i kuchnia. W mieszkaniach nie było szyb, a jedynie okiennice. Czynsz za mieszkanie wynosił dwa dolary. 
Z powodu olbrzymiego napływu ludzi, osiedle było ciągle rozbudowywane. W ciągu roku wybudowano 240 domów z 90 tysiącami mieszkań. 
W 1973 roku rozpoczęto przebudowę osiedla. Rozebrano 11 bloków, rozpoczęto modernizację kolejnych osiemnastu. W latach 1978–1984 zostały one na nowo zasiedlone. W 2007 roku rozebrano wszystkie bloki, które nie były modernizowane od lat pięćdziesiątych. Na ich miejscu zbudowano nowe osiedle, na którym znajdują się zarówno bloki socjalne (z mieszkaniami od 11,5 m² do 55,7 m²), jak i prywatne domy oraz pasaże handlowe i kościoły. Oficjalnie na terenie osiedla, w blokach socjalnych, mieszka 13 300 osób.